# Non essere cattivo
Non essere cattivo é um filme de drama italiano de 2015 dirigido e escrito por Claudio Caligari. Foi representado como represente da Itália à edição do Oscar 2016.

## Elenco
- Luca Marinelli - Cesare
- Alessandro Borghi - Vittorio
- Roberta Mattei - Linda
- Silvia D'Amico - Viviana
- Alessandro Bernardini - Brutto
- Valentino Campitelli as Grasso
- Danilo Cappanelli - Lungo
- Manuel Rulli - Corto